# نو نات نوامبر

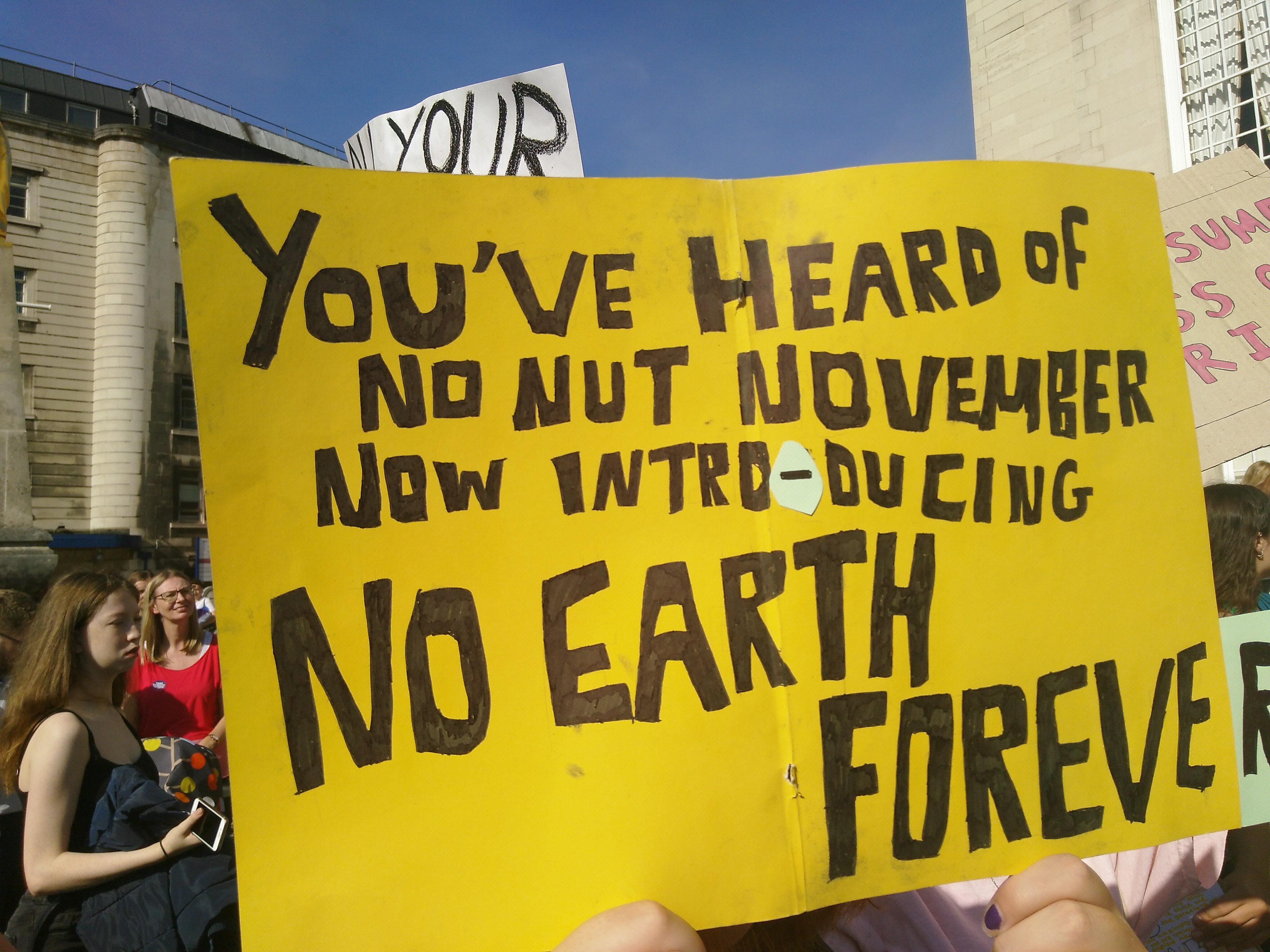
نو نات نوامبر

نو نات نوامبر (انگلیسی: No Nut November) که به اختصار NNN نیز شناخته میشود ، یک چالش یا رویداد اینترنتی سالانه حول محور پرهیز جنسی است که در آن شرکت کنندگان عمدتاً مرد در طول ماه نوامبر از خودارضایی کردن و اورگاسم خودداری می‌کنند. این چالش در سال ۲۰۱۱ ایجاد شد و در طول سال ۲۰۱۷ و پس از آن در رسانه‌های اجتماعی محبوبیت یافت.

## تاریخچه
اگرچه نو نات نوامبر در ابتدا در نظر گرفته شده بود که طنز باشد، برخی از شرکت کنندگان ادعا می کنند که خودداری از انزال و تماشا نکردن پورنوگرافی دارای مزایای سلامتی است. واژه نو نات نوامبر در سال ۲۰۱۱ در واژه‌نامه اربن منتشر شد و در سال ۲۰۱۷ در شبکه های اجتماعی محبوبیت یافت. و همچنین نو نات نوامبر مرتبط به انجمن نوفپ در ردیت میشود که اعضای خود را تشویق میکنند که دست به خودارضایی نزنند